# Libija
Libija (arap. ليبيا, Lībiyā izgovor [▶], ar. Lībya izgovor [▶], berberski: ), država je u sjevernoj Africi na obali Sredozemnog mora. Graniči na istoku s Egiptom, na jugoistoku sa Sudanom, na jugu s Čadom i Nigerom, na zapadu s Alžirom te na sjeverozapadu s Tunisom.
Do početka 20. stoljeća područje današnje Libije bilo je pokrajina Osmanskog Carstva. Godine 1912. Libija je postala talijanskom kolonijom. Za vrijeme Drugog svjetskog rata bila je poprište žestokih pustinjskih borbi, a nakon rata Libiji je dana neovisnost. Otkriće nafte 1959. potpuno je preobrazilo dotada siromašnu zemlju ovisnu o stranoj pomoći. Godine 1969. u vojnom je udaru vlast preuzela vojna skupina na čelu s Moamerom Gadafijem koji od tada, iako bez formalnih funkcija, vlada do 2011., kada je nakon ustanka naroda koji je prerastao u rat (Rat u Libiji 2011.), na kraju i ubijen. Danas je Libija demokratska republika.
S površinom od skoro 1.800.000 km², Libija je četvrta po veličini država u Africi, te sedamnaesta na svijetu. S obzirom na površinu, Libija ima vrlo mali broj stanovnika, a od ukupno 5,7 milijuna stanovnika, njih 1,7 živi u glavnom gradu Tripoliju. Tripolitanija, Cirenaika i Fezan tri su regije na koje se Libija tradicionalno dijeli.
Zbog visokih prihoda od prodaje nafte, te malog broja stanovništva ovo je jedna od najbogatijih država u Africi. Libija ima najveći indeks ljudskog razvoja u Africi, te također i jedan od najvećih BDP-a po stanovniku na afričkom kontinentu. Libija ima teške ekonomske posljedice zbog revolucije i rata 2011.

## Etimologija
Ime drevnog berberskog plemena „Libu“ (egipatski: r'bw, punski: lby 𐤉𐤁𐤋) u grčki jezik je ušlo pod nazivom Libuēs, nakon čega je u latinskom jeziku dobilo oblik Libyes. Teritorij plemena Libu na dorskom dijalektu starogrčkog nazivao se Libuā (na atičkom dijalektu teritorij se zvao Libúē), što je kasnije latinizirano kao Libya. Za vrijeme klasične Grčke ovaj izraz poprimio je mnogo šire značenje, te se počeo odnositi na cijeli kontinent koje se kasnije počeo zvati Afrikom. U ovo antičko doba, pretpostavljalo se da taj kontinent čini trećinu kopnene površine svijeta, uz Europu i Aziju.
U Srednjem vijeku, za vrijeme Ibn Halduna, Libu su zvali Lawata.

## Povijest

### Drevna Libija
Arheološka istraživanja potvrđuju da su obalno područje Libije Berberi nastanjivali prije 10.000 godina, a bili su vješti ratari i stočari.
U kasnijim vremenima područje, ili dijelove teritorija, današnje Libije zauzimale su razne kulture: Feničani, Kartažani, Grci, Perzijanci, Rimljani, Vandali, Arapi, Turci i Bizantinci.
Iako postoje grčke i rimske ruševine u Cireni, Leptis Magni i Sabrati, danas je ostalo vrlo malo tragova ovih antičkih kultura. Poznato je da su postojali kulturni i vjerski kontakti s drevnim Egipćanima, posebno s područjem oko delte Nila. Iako su pretpovijesni dokazi nepotpuni, kasniji dokumenti potvrđuju ove utjecaje.
Iako i danas u Libiji postoje izdvojena berberska naselja, te ovi narodi i dalje žive u području od atlantske obale Afrike sve do oaze Siva u Egiptu, jnihov broj se znatno smanjio zbog klimatskih promjena i širenja pustinje. Od zemalja Magreba, najveći broj Berbera živi u Maroku i Alžiru, a također postoji i znatne zajednice u Tunisu i Libiji, iako točne brojke nisu određene.

### Antička kolonizacija
Feničani su prvi koji su na području današnje Libije osnovali svoje trgovačke postaje. Trgovci iz Tira (u današnjem Libanonu) uspostavili su trgovačke odnose s lokalnim berberskim plemenima, a ujedno su uspostavili i sporazume kojima su osigurali suradnju plemena za iskorištavanje sirovina. Do 5. stoljeća pr. Kr. razvila se najznačajnija fenička kolonija Kartaga, koja je svoj utjecaj proširilo po većem dijelu Sjeverne Afrike. Punska naselja i utjecaj postojali su i na obalnom području današnje Libije, a uključivali su gradove Oea (Tripoli), Libdah (Leptis Magna) i Sabratha. Ovo područje kasnije je dobilo grčki naziv Tripolis („tri grada“), a današnji glavni grad Libije svoje ime dobiva iz ovog izraza.
Grci istočnu Libiju osvajaju kada je, prema legendi, iseljenike s napučenog otoka Tire proročnica s Delfa uputila da pronađu novi dom u sjevernoj Africi. Godine 630. pr. Kr. Grci osnivaju grad Cirenu. U idućih dva stoljeća osnivaju se još četiri važna grčka grada u ovom području: : Barka (Al Mardž), Euhesperides (Bengazi), Tauheira (Tukrah) i Apolonija, cirenska luka. Zajedno s Cirenom, ovi gradovi znani su kao Pentapolis  („pet gradova“).
Rimljani su ujedinili sve tri libijske regije. Tripolitanija i Cirenaika postale su razvijene rimske provincije i takvima ostale idućih šest stoljeća. Ruševine iz rimskog razdoblja, kao one u Leptis Magni, svjedoče o razvijenosti ovog kraja u vrijeme rimske vlasti. U ovo vrijeme gradovi su uživali u urbanom životu Rimskog Carstva. Brojni umjetnici i trgovci iz cijelog carstva došli su ovamo živjeti i djelovati, ali su gradovi Tripolitanije zadržali svoj punski kulturni karakter, dok je u Cirenaiki prevladavala grčka kultura.

### Islamsko osvajanje
Zbog slabe bizantske obrane, Arapi su lako osvojili Pentapolis. Od tuda je dalje osvajanje vodio Ukba ibn Nafi koji je bez otpora zauzeo Fezan. Godine 647., vojska od 40.000 Arapa prodrla je dublje u zapadnu Libiju, te zauzela Tripoli koji je dotad bio pod kontrolom Bizanta. Libija je u potpunosti osvojena 655., te pripojena Omejidskom kalifatu. Godine 750., Abasidi svrgavaju Omejide s vlasti i premještaju sjedište u Bagdad. Emiri i dalje zadržavaju vlast na libijskoj obali. Godine 800., kalifa Harun er-Rašid imenuje Ibrahima ibn al-Aglaba na mjesto namjesnika. Aglabidi su u Africi imali znatnu autonomiju od bagdadskog kalife, iako je on zadržao duhovni autoritet. Aglabidi su u Libiji izvršili niz reformi, popravili rimske sustave navodnjavanja, te uveli red i prosperitet u tom području. Krajem 9. stoljeća, sunitske Aglabide napadaju šijitski ismailiti, te svog vođu postavljaju kao imama Magreba.
Šijitski Fatimidi 972. dolaze na vlast u Egiptu, te u Kairu osnivaju svoj kalifat. U njihovo vrijeme s Arapskog poluotoka u Libiju se doseljavaju arapska plemena koja istjerivaju lokalne Berbere, te vrše arabizaciju tog područja. Godine 1146., Tripoli napadaju Normani sa Sicilije. Almohadi 1158. dolaze u Tripoli iz Maroka, te tamo uspostavljaju svoju vlast. Almohadski emir Muhamad bin Abu Hafs vladao je Libijom od 1207. do 1221., te uspostavio berbersku dinastiju Hafsida. Hafsidi su vladali Tripolijem skoro 3. stoljeća, te su uspostavili značajne trgovačke i kulturne kontakte s Europom. U Fezanu je u 13. stoljeću kralj Danama prisvojio teritorije sve do oaze Al-Džufra. Idućih stoljeća ovim su područjem vladale razne afričke dinastije i kraljevstva. Početkom 16. stoljeća libijska je Sahara došla pod vlast marokanskog vođe Muhamada al-Fazija.
Turci su zemlju osvojili sredinom 16. stoljeća, a vilajeti Tripolitanija, Cirenaika i Fezan postali su dijelovi njihovog carstva. Uz znatnu autonomiju karamanlijske paše vladale su Tripolitanijom od 1711. do 1835., ali su sve do sredine 18. stoljeća imale utjecaja i u ostale dvije libijske pokrajine. U novijoj povijesti ovo su bili prvi obrisi ujedinjene Libije koja će se tek kasnije pojaviti. Ujedinjenje ovih pokrajina slijedi tek nakon tursko-talijanskog rata 1911. – 1912. i talijanske okupacije pod kojom su ove pokrajine pretvorene u kolonije.

### Talijanska kolonija
U razdoblju od 1912. do 1927. područje Libije bilo je kolonija Kraljevine Italije, poznato pod nazivom Talijanska Sjeverna Afrika. Kasnije je, u razdoblju od 1927. pa sve do 1934. ovaj teritorij razdvojen na dvije kolonije zvane Talijanska Cirenaika i Talijanska Tripolitanija, kojom su upravljali talijanski kolonijalni namjesnici. Talijanski kolonijalizam imao je strahovite posljedice po stanovništvo ovih područja, te je znatan broj Libijaca poginuo u zatvoreničkim logorima i borbi za oslobođenje. U ovo kolonijalno vrijeme, u Libiju se doselilo oko 150.000 Talijana, koji su činili oko petine od ukupnog stanovništva.
Godine 1934., Italija za svoju koloniju uvodi ime „Libija“ (talijanski: Libia), koje se odnosilo za skup triju pokrajina ove kolonije. Glavni organizator otpora talijanskoj okupaciji bio je Omar Muhtar koji je skoro 20 godina vodio pokret otpora, sve dok ga 1931. nisu uhvatile talijanske snage i objesile. U razdoblju između 1928. i 1932. talijanska vojska je direktno ili indirektno u logorima pobila polovicu beduinskog stanovništva kolonije. Emir Cirenaike Idris I. vodio je libijski otpor talijanskoj okupaciji u razdoblju između dva svjetska rata.
Tijekom Drugog svjetskog rata, u Libiji su se odvile neke od važnih bitaka. U rujnu 1940. Italija je iz Libije pokrenula napad na Egipat. Ubrzo su iste godine britanske snage pokrenule protunapad kojim su prislilili talijanske snage na povlačenje u Libiju. Nakon što su izgubili Cirenaiku i veliki dio vojske, Italija traži pomoć od Trećeg Reicha. Uz njemačku pomoć vraćeni su izgubljeni talijanski teritoriji, te zajedničkim snagama njemačka i talijanska vojska napada Egipat. U travnju 1941. u bitki kod Tobruka poražena je vojska njemačkog generala Rommela, a nakon poraza u bitki kod El Alameina u potpunosti su poražene snage Sila Osovine u Libiji. U veljači 1943., njemačke i talijanske snage bile su prisiljene napustiti Cirenaiku i Tripolitaniju, čime završava talijanska kontrola nad Libijom.
U razdoblju između 1943. i 1951. Cirenaika i Tripolitanija dolaze pod britansku upravu, dok Fezan potpada pod francusku upravu. Godine 1944., Idris I. vraća se iz egzila iz Kaira, ali odbija zauzeti mjesto u Cirenaiki sve dok se 1947. nisu uklonili neki elementi strane kontrole. Prema uvjetima mirovnog sporazuma sa Saveznicima 1947., Italija se odrekla svojih pretenzija na Libiju.

### Nezavisna Libija
Dana 21. studenog 1949., Opća skupština Ujedinjenih naroda izglasala je rezoluciju o neovisnosti Libiji prije početka 1952. godine. U pregovorima s UN-om, Libiju je predstavljao Idris I. Dana 24. prosinca 1951., Libija proglašava neovisnost kao Ujedinjena Kraljevina Libija, koja je osmišljena kao ustavna monarhija pod vodstvom kralja Idrisa.
Godine 1959., otkrivene su ogromne zalihe nafte, što je omogućilo znatan financijski oporavak zemlje koja je dotad bila među najsiromašnijima na svijetu. Iako su državne financije prodajom nafte znatno poboljšane, u narodu je počelo rasti nezadovoljstvo zbog zadržavanja profiti od nafte u rukama kralja i ostale libijske elite. Protumonarhijski osjećaji u narodu su još dodatno bujali pod utjecajem promjena u ostalim arapskim državama i pojavom arapskog nacionalizma diljem Bliskog Istoka i sjeverne Afrike.

### Državni udar
Dana 1. rujna 1969., manja skupina vojnih časnika pod vodstvom tad dvadesetsedmogodišnjeg časnika Moamera Gadafija organizira državni udar protiv kralja Idrisa, čime započinje Libijska revolucija. U to vrijeme Idris I. bio je u Turskoj na liječenju. Njegov nećak, prijestolonasljednik Hasan as-Senusi postaje kralj. Časnici koji su sudjelovali u revoluciji nisu željeli njega postaviti na čelo države kao kralja. U to vrijeme Gadafi je bio samo satnik u vojsci, a svi sudionici urote bili su niži časnici. Ipak, ova mala skupina uspjela je zauzeti sjedište libijske vojske, kao i radijsku postaju sa samo 48 metaka. Hasan as-Senusi maknut je s vlasti i stavljen u kućni pritvor. Ubrzo su revolucionari ukinuli monarhiju i proglasili Libijsku Arapsku Republiku. Gadafi je postao, te do danas ostao Vođa Revolucije.

### Velika Socijalistička Narodna Libijska Arapska Džamahirija
2. ožujka 1977. na snagu je stupio zakon koji je Libiju pretvorio u socijalističku arapsku republiku. Uvedena je nova nacionalna zastava i grb (jedina jednobojna zastava na svijetu, zelene boje; po nazivu revolucije Gadafija „zelena revolucija“). Gadafi se povukao s državničke pozicije, iako je ostao de facto vođa države. 
U daljnjem periodu pogoršali su se odnosi Libije i SAD-a, zbog libijske potpore protuizraelskim terorističkim skupinama. Nakon terorističkog napada na berlinsku diskoteku u travnju 1986., američke su vojno-zračne snage bombardirale Tripoli i Bengazi. Pri tome je navodno poginula Gadafijeva pokćerka Hana. 21. prosinca 1988. dogodio se bombaški napad na civilni zrakoplov Boeing 747-121 američke zrakoplovne kompanije Pan American World Airways (let 103). Avion je imao rutu London-New York, a napad se dogodio iznad Škotske. Škotsko pravosuđe utvrdilo je kako je za bombaški napad odgovorna državna libijska teroristička organizacija. Kod eksplozije aviona, poginulo je svih 259 putnika, zrakoplov je kompletno uništen i na tlu je zbog pada aviona poginulo još 11 stanovnika u Škotskoj. Ukupno od navedenih žrtava njih su 189 bili državljani SAD-a, zbog čega se napad i smatrao napadom na SAD Sve do 11.rujna 2001., taj je bombaški napad bio na glasu kao najgori teroristički napad na SAD-e po broju žrtava. Libija nikada nije priznala napade u državno ime, ali je platila odštetu u visini 2,46 milijarda američkih dolara žrtvama napada. Naknadno, 2011. Gadafijev je ministar pravosuđa Mustafa Abdel Džalil izjavio kako je taj tadašnji bombaški napad 1986. i 1988. zapovijedio osobno Gadafi. Tu izjavu dao je švedskim novinama „Expressen“ u veljači 2011. Uglavnom, nakon tog napada 1988, 1993. su UN uvele sankcije Libiji, jer Libija nije željela izručiti dvojicu osumnjičenih libijskih agenata, a i u 2. zaljevskom ratu je Libija bila na iračkoj strani. Nakon što je do kraja otplatila odštetu žrtvama bombaškog napada iz 1988. te i žrtvama još jednog bombaškog napada na francuski civilni zrakoplov 1989. u kojem je ubijeno 170 osoba, u rujnu 2003. sankcije Libiji ukinute su u potpunosti. Tome je pridonijelo i to što je libijska vlada pokazala spremnost platiti odštetu žrtvama obitelji napada na berlinsku diskoteku 1986. godine. Također, 2000. je Gadafi utjecao na puštanje talaca (sa zapada) koje su držali islamistički teroristi na Filipinima. Iste godine Libija je osudila 331 osobu koja je bila uključena u napade na inozemne radnike u Libiji, a koje su smatrali da oduzimaju radna mjesta lokalnom stanovništvu. Uz sve navedeno, nakon terorističkog napada na SAD-e, 11. rujna 2001. Libija je bila na strani SAD-a, u smislu kako se SAD-e imaju pravo braniti protiv terorizma. U prosincu pak 2003. Libija je odustala od oružja za masovno uništenje te je i 2004. uništila kemijsko oružje te je 10. ožujka 2004. potpisala pravo međunarodnoj organizaciji za atomsku energiju, na kontrolu nuklearnog oružja u Libiji. Nakon svega navedenog i ukinuća svih sankcija, uspostavljeni su 2006. diplomatski odnosi sa SAD-a, Francuskom i UK. Uz to je i Libija postala partner Italiji u borbi protiv ilegalnih imigranata. Naravno, za uzvrat Libija nije više bila pod embargom uvoza oružja. 

### Privremena savjetodavna vlada Libije
Kao domino efekt su se međutim demonstracije u Tunisu i arapskom svijetu krajem 2010. i početkom 2011. proširile i na Libiju. Došlo je do masovnih ali mirnih demonstracija protiv Gadafijeve diktature koja je trajala desetljećima. No, od 15. veljače 2011. Gadafijeve su vojne snage išle vojnim snagama protiv vlastitog naroda i u svega nekoliko dana ubijen je znatan broj civila. Na koncu je situacija eskalirala i u Bengaziju se oformila skupina pobunjenika protiv Gadafijevog režima. Dio libijske diplomacije im se pridružio. Zbog straha da će civili masovno stradati, vijeće UN-a donijelo je rezoluciju „1973“, a koje drugim državama omogućuje vojnim djelovanjem štititi civile u Libiji. Od tada NATO-ve snage na kapaljku štite pobunjenike koji su najviše u i oko grada Misrata na istoku Libije. Jedina prijelazna savjetodavna vlada koju priznaju libijski pobunjenici trenutno je u Bengaziju. Predsjedatelj prijelazne savjetodavne vlasti je Mustafa Mohamed Abud al-Dželail, a premijer prijelazne savjetodavne vlasti je Mahmud Džebril. Gadafi se još do danas nije predao. Broj žrtava raste iz dana u dan. NATO-ve napade ne podupire čitav svijet, pa tako niti privremenu savjetodavnu vladu u Libiji. Također, s druge strane, države koje podupiru privremenu libijsku vladu jamče, kako one države koje isto ne podupiru neće imati pravo na uvoziti i kupovati naftu iz Libije. Države koje podupiru privremenu savjetodavnu libijsku novu vladu su: države članice EU i države koje su prekomorski teritorij država članica EU, SAD, države arapske lige (Egipat, Alžir, Bahrein, Džibuti, Irak, Jemen, Jordan, Katar, Komori, Kuvajt, Libanon, Libija, Maroko, Mauretanija, Oman, Palestina, Saudijska Arabija, Somalija, Sudan, Sirija, Tunis, Ujedinjeni Arapski Emirati), zatim Panama, Japan, Australija, Hrvatska i Albanija.

## Zemljopis
S površinom od 1,759.540 km² Libija je 17. po veličini država na svijetu, te je u usporedbi s površinom Hrvatske veća tridesetak puta. Zemlja na sjeveru ima izlaz na Sredozemno more, na zapadu graniči s Tunisom i Alžirom, na jugozapadu s Nigerom, na jugu s Čadom i Sudanom, te na istoku s Egiptom. 
Zemlja se obično dijeli na tri povijesne regije od kojih Cirenaika čini 51% površine, Fezan 33%, a Tripolitanija 16%. Razlike između ovih regija nisu samo zemljopisne i političke, nego i kulturne i društvene. Cirenaika je arabizirana prije nego što Tripolitanija gdje još postoje berberski domoroci. Fezan je pustinjsko zaleđe u čijim oazama žive većinom pripadnici etničkih manjina. Prije stjecanja nezavisnosti Libije stanovnici su se većino identificirali prema regijama u kojima su živjeli. Godine 1969., revolucionarna vlast promijenila je povijesne nazive regija iz Tripolitanije u Zapadnu Libiju, iz Cirenaike u Istočnu Libiju, te iz Fezana u Južnu Libiju. Ubrzo su se stari nazivi počeli ponovno koristiti.

### Karakteristike
Najznačajnije zemljopisne karakteristike Libije su obala na Sredozemnom moru i pustinja Sahara.
S obalom dugom 1770 kilometara, Libija ima najdužu obalu na Sredozemnom moru od svih afričkih zemalja. Dio Sredozemnog mora koji se nalazi sjeverno od Libije često se naziva Libijsko more. Sidranski zaljev je najveći zaljev na libijskoj obali koji i čini veliki dio te obale. Područje Sirtike uz zaljev označava povijesnu granicu između dvije regije ove zemlje. Prema nekima to područje označava i kulturnu granicu između arapskih zemalja, tj. dijeli ih na zapadne (Magreb) i istočne (Mašrik). Uz obalu Tripolitanije na području dugačkom više od 300 km uz pješčana područja i lagune nalaze se brojne obalne oaze. Oko 120 km od ove obale uzdiže se gorje Nafusa. Obala Cirenaike ima puno manje obalnih oaza, a u tom području nalazi se nizina 210 dugačka 120 km i široka 50 km. Iza ove nizine nalazi se Džabal al Akhdar ili Zelena gora koja je tako zvana zbog svog zimzelenog raslinja.
Najveći dio zemlje pokriva Libijska pustinja koja je jedno od najsuših mjesta na svijetu. Na nekim mjestima kiša ne pada desetljećima, dok se u visoravnima to događa svakih 5 do 10 godina. Na sjeveroistočnom dijelu pustinje nalazi se velika depresija Katara. Temperature u ovoj pustinji znaju biti vrlo visoke, te je tako 1922. u području istočno od Tripolija zabilježen dosadašnji svjetski prirodni maksimum od 57,8 °C.
U ovoj pustinji postoji nekoliko manjih oaza, koje se obično nalaze u depresijama. Na zapadu postoji nepovezana skupina oaza zvana Kufra, koja se sastoji od oaza Tazerbo, Rebianae i Kufra. Visoravna područja u ovoj pustinji postoje u središtu, blizu egipatsko-sudansko-libijske granice. S otkrićem nafte u 1950-ima, otkrivena su i velika nalazišta podzemne vode koja su starija od same pustinje Sahare. U pustinji su nađeni krateri Arkenu koji su nastali udarom u površinu prije nekih 140 milijuna godina.

### Upravna podjela
Povijesno se Libija sastojala od tri regije ili države: Tripolitanije, Cirenaike i Fezana. U jednu jedinstvenu teritorijalnu jedinicu ova područja je spojilo talijansko osvajanje u tursko-talijanskom ratu. Talijani su 1934. ovo područje podijelili na četiri pokrajine i jedan teritorij: Tripoli, Bengazi, Al Bajda ,Misurata, te Teritorij Libijske Sahare.
Nakon stjecanja nezavisnosti, Libija je podijeljena na tri pokrajine (muhafazat), a 1963. na 10 pokrajina. U veljači 1975. pravno su ukinute pokrajine, a uvedeni su kontrolni uredi za svaku od uravnih područja pod vlastitim ministarstvom. Ipak, sudovi i neki drugi državni aparati nastavili su koristiti staru upravno-prostornu podjelu. Godine 1983., Libija je podijeljena na 46 okruga (baladiyat), a četiri godine kasnije na 25 okruga. Godine 1995., zemlja je podijeljena na 13 okruga (shabiyah), pa 1998. na 26 okruga, te 2001. na 32 okruga. Prema zadnjoj teritorijalnoj podjeli iz 2007., Libija se dijeli na 22 okruga:
| Arapski naziv | Transliteracija     | Stan. (2006.) | Br. (na karti) |
| ------------- | ------------------- | ------------- | -------------- |
| البطنان       | Al Butnan           | 159.536       | 1              |
| درنة          | Darnah              | 163.351       | 2              |
| الجبل الاخضر  | Al Džabal al Akhdar | 206.180       | 3              |
| المرج         | Al Mardž            | 185.848       | 4              |
| بنغازي        | Bengazi             | 670.797       | 5              |
| الواحات       | Al Vahat            | 177.047       | 6              |
| الكفرة        | Al Kufrah           | 50.104        | 7              |
| سرت           | Surt                | 141.378       | 8              |
| مرزق          | Murzuk              | 78.621        | 22             |
| سبها          | Sabha               | 134.162       | 19             |
| وادي الحياة   | Vadi Al Haja        | 76.858        | 20             |
| مصراتة        | Misratah            | 550.938       | 9              |
| المرقب        | Al Murgub           | 432.202       | 10             |
| طرابلس        | Tarabulus           | 1.065,405     | 11             |
| الجفارة       | Al Džfara           | 453.198       | 12             |
| الزاوية       | Az Zavijah          | 290.993       | 13             |
| النقاط الخمس  | An Nukat al Hams    | 287.662       | 14             |
| الجبل الغربي  | Al Džabal al Garbi  | 304.159       | 15             |
| نالوت         | Nalut               | 93.224        | 16             |
| غات           | Gat                 | 23.518        | 21             |
| الجفرة        | Al Džufrah          | 52.342        | 17             |
| وادي الشاطئ   | Vadi Al Šati        | 78.532        | 18             |

Okruzi se dalje djele na Osnovne narodne kongrese (مؤتمر شعبي أساسي‎) koji su najniža razina teritorijalne podjele.

## Politika
U Libiji se vlast dijeli na revolucionarnu i državnu.
Revolucionarna vlast sastoji se od Vođe revolucije (pukovnika Gadafija), revolucionarnih odbora, te ostalih članova dvanaestočlanog Revolucionarnog zapovjednog vijeća osnovanog 1969. godine. Revolucionarno vodstvo nije moguće smijeniti niti izabrati na izborima. Članovi revolucionarne vlasti takvima su postali zbog svog sudjelovanja u revoluciji.
Državna vlast sastoji se od predstavnika lokalne vlasti iz svake od pojedinih regija i njenih podjedinica, te Općeg nacionalnog narodnog kongresa. Odluke ovih zakonodavnih tijela izvršavaju određena izvršna tijela, kao što je Vrhovni Narodni Odbor. Svake četiri godine izabiru se predstavnici lokalnih vlasti. Opći nacionalni narodni kongres na godišnjoj sjednici izabire članove Vrhovnog Narodnog Odbora koji defacto služi kao vijeće ministara.
U Libiji su političke stranke zabranjene od 1972. godine. Nevladine organizacije mogu postojati, ali svojim djelovanjem moraju biti podupirati revolucionarne ciljeve. Vlast kontrolira praktički sve medije u državi, te je cenzura uobičajena u svrhu zaštite ciljeva revolucije.

### Međunarodni odnosi
Od stjecanja samostalnosti početkom 1950-ih pa do danas, međunarodni odnosi Libije značajno su se promijenili. Za vrijeme monarhije libijska vlast bila je snoažno prozapadno orijentirana, a u Ligi arapskih država smatrala se pripadnicom konzervativnog tradicionalističkog bloka. Libijska vlada imala je snažne političke veze s Ujedinjenim Kraljevstvom i SAD-om, a ove dvije države su na libijskom tlu držale svoje vojne baze. Bliske veze održavane su i s Francuskom, Italijom, Grčkom, a diplomatski odnosi sa SSSR-om uspostavljeni su 1955. godine.
Iako je libijska vlast načelno podržavala arapske pokrete u svijetu, kao što su bili pokreti za nezavisnost Maroka i Alžira, nije aktivno sudjelovala u arapsko-izraelskom sukobu kao ni u sukobima među drugim arapskim državama. Monarhija je održavala snažne veze sa zapadnim zemljama, ali je u zemlji provodila izrazito konzervativnu politiku.
Nakon Gadafijeva državnog udara 1969., dolazi do velikih promjena u vanjskoj politici zemlje. Strane vojne baze su zatvorene, a strana naftna i druga poduzeća postaju djelomično nacionalizirana. Gadafi odbija u Libiji primijeniti bilo koji od dva sustava koja su tada postojala u svijetu, zapadnjački kapitalistički i istočnjački komunistički, te tvrdi da njegova vlada ima drugačije karakteristike.
Zbog udaljavanja od politike SAD-a, Gadafijeve potpore Palestinskoj oslobodilačkoj organizaciji, te intervenciji u Čadu 1980., Sjedinjene Države počinju smatrati Libiju saveznikom Sovjeta, te time i američkim neprijateljem. Reaganova administracija tada počinje vojno i financijski pomagati susjedne zemlje Libije, kako bi tu zemlju izolirala i prisilila na proameričku politiku.
Prvi sukob sa SAD-om izazvan je time što je Libija proglasila morski prostor Sidranskog zaljeva svojim teritorijalnim vodama i zabranila njime prolaz stranim brodovima i zrakoplovima. Američki zrakoplov nije poštovao tu odredbu, te su libijske zračne snage na njega ispalile projektil koji ga nije oštetio. U tom slučaj SAD nije vojno reagirao. Ronald Reagan za svog mandata zabranjuje uvoz nafte iz sjevernoameričkih država i šalje mornaricu blizu libijske obale u kolovozu 1981. godine. U sukobu su oborena dva zrakoplova SU-22 koje je Libija nabavila od SSSR-a. Ubrzo je Libija optužena da financira državni terorizam, a američka CIA je ovu državu držala odgovornom za bombaški napad u diskoteci u Berlinu. Ubrzo kreće američki zračni udar na Libiju 1986. u kojem je sradao veliki broj civilnih žrtava, uključujući Gadafijevu dvogodišnju posvojenu kćer.
Godine 1991., dva libijska obavještajca optužena su za umiješanost u bombaški napad na zrakoplov Pan Ama u kojem je 1988. u škotskom Lockerbieu sveukupno poginulo 270 osoba. Ubrzo je uslijedila optužnica za bombaški napada na francuski zrakoplov UTA-e u Nigeru i Čadu. Vijeće sigurnosti UN-a zahtijevalo je od Libije predaju osumnjičenika i isplatu odšteta, te prestanak financiranja terorizma. Nakon odbijanja, 31. ožujka 1992., Libiji su uvedene sankcije, koje je UN dodatno proširio u studenom 1993. godine.
Godine 1999., dolazi do zaokreta u libijskoj vanjskoj politici, te ona nakon dugi pregovora i posjeta Kofija Annana Libiji, te molbi Nelsona Mandele, pristaje izručiti osumnjičenike za bombaški napad. Nakon napada na SAD 2001., Gadafi osuđuje terorizam, a nakon invazije SAD-a na Irak, Libija odustaje od oružja za masovno uništenja i isplaćuje ogromnu odštetu žrtvama bombaških napada krajem 1980-ih. Ubrzo slijedi zatopljavanje odnosa s EU i SAD-om, pogotovo nakon pozitivnog ishoda slučaja suđenja medicinskim djelatnicima u Libiji. Godine 2006., SAD ponovno uspostavlja pune diplomatske odnose s Libijom i skida je s popisa zemalja koje financiraju terorizam.
U siječnju 2008. Libija postaje nestalna članica Vijeća sigurnosti Ujedinjenih naroda, zajedno s Hrvatskom. U veljači 2009. Gadafi dobiva jednogodišnji mandat kao predsjedatelj Afričke unije.

#### Odnosi s Hrvatskom
Unatoč malenim tržištima u odnosu na ostale države svijeta, te relativno velikoj udaljenosti i kulturnim i političkim razlikama, Hrvatska i Libija dugi niz godina imaju intenzivne međudržavne odnose, što nije toliko česti slučaj u vanjskopolitičkim odnosim Hrvatske s državama na afričkom kontinentu. Ovome odnosu vjerojatno je najviše pridonijelo osobno prijateljstvo između bivšeg hrvatskog predsjednika Stjepana Mesića i libijskog čelnika Moamera Gadafija. Prilikom trodnevnog posjeta Libiji predsjednika Stjepana Mesića, libijski vođa revolucije izjavio je da predsjednika Mesića i njega veže osobno prijateljstvo, te da su odnosi između dvije države odlični. U 2007. godini, ukupna robna razmjena između Hrvatske i Libije iznosila je 67,44 milijuna dolara, od čega je 17,18 milijuna dolara iznosio hrvatski izvoz u Libiju, a 50,26 milijuna dolara uvoz iz Libije u Hrvatsku. Robna razmjena između Zagreba i Tripolija posljednjih se godina bitno povećala, ali još uvijek postoje veliki potencijali posebice u području energetike, poljoprivrede, farmacije, brodogradnje i građevine. Iako je predsjednik Mesić u vrijeme svojih mandata više puta pozvao hrvatske gospodarstvenike na jači angažman u Libiji, potencijal za proboj na libijsko tržište nije do kraja iskorišten.
Za odnose između ove dvije države važno je napomenuti da je Libija prva afrička država koja je priznala suverenost Hrvatske, te jedna od prvih neeuropskih zemalja koja je to učinila. Godine 2003., otvorena su diplomatska predstavništva u Zagrebu i Tripoliju. Dvije zemlje dosada su potpisale Ugovor o gospodarskoj i trgovinskoj suradnji, Ugovor o poticanju i zaštiti ulaganja te sporazum o suradnji ministarstava vanjskih poslova dviju zemalja, a očekuje se i potpisivanje ugovora o izbjegavanju dvostrukog oporezivanja, što bi trebalo bitno olakšati suradnju gospodarstvenika.

#### Odnosi s Italijom
Iako su zbog kolonijalne prošlosti odnosi između Libije i Italije godinama bili nategnuti, u 2000-ima dolazi do zatopljavanja odnosa između dvije države. Dana 30. kolovoza 2008., Gadafi i talijanski premijer Silvio Berlusconi potpisali su povijesni sporazum o suradnji u gradu Bengaziju. Prema odredbama ovog sporazuma, Italija će Libiji isplatiti pet milijardi dolara kao odštetu za vojnu okupaciju. Zauzvrat će Libiji postrožiti kontrolu ilegalne imigracije s libijske obale, te pojačati ulaganja u talijanska poduzeća. Sporazum je Italija ratificirala 6. veljače 2009., a Libija 2. ožujka, tijekom posjeta talijanskog premijera Tripoliju. U lipnju te godine Gaddafi je prvi put posjetio Rim gdje se sastao s najvišim državnim dužnosnicima Italije. Neke talijanske stranke protivile su se ovom posjetu, a diljem Italije organizirani su mnogi prosvjedi. Gadafi je također sudjelovao na sastanku na vrhu skupine G8 u L'Aquili u srpnju 2009. kao predstavnik Afričke unije.

## Gospodarstvo
Gospodarstvo Libije većinom ovisi o naftnom sektoru gospodarstva koji čini oko četvrtinu ukupnog BDP-a zemlje. Praktički je cijeli izvoz ove zemlje vezan za naftu. Zbog visokih prihoda od ovog sektora i malog broja stanovnika, Libija ima jedan od najviših BDP-a po osobi na afričkom kontinentu. Prihodi od prodaje nafte omogućili su libijskim vlastima uspostavljanje visoke razine socijalne sigurnosti za građane ove zemlje, pogotovo na području obrazovanja i stambenog zbrinjavanja. Početkom 1980-ih, Libija je bila jedna od najbogatijih država na svijetu, s BDP-om po glavi stanovnika puno većim od mnogih zapadnih razvijenih zemalja. Ipak, lokalno gospodarstvo ima određenih problema kao što je nezaposlenost koja je s 21% najveća u ovoj regiji.
U usporedbi sa susjednim zemljama, u Libiji postoji vrlo niska razina apsolutnog i relativnog siromaštva. U posljednjem desetljeću libijska vlast je pokrenula gospodarske reforme kako bi uključili zemlju u tokove svjetskog kapitalističkog gospodarstva. Ovi napori su pogotovo došli do izražaja nakon ukidanja UN-ovih sankcija u rujnu 2003., nakon čega je Libija ubrzo odustala od programa proizvodnje oružja za masovno uništenje. Neke od ovih reformi su smanjivanje državnih potpora, prijavljivanje za članstvo u Svjetskoj trgovinskoj organizaciji, te najavljivanje planoza za privatizaciju. Od 2003. privatizirano je stotinjak poduzeća u državnom vlasništvu, najviše u području rafiniranja nafte, turizmu, te poslovima vezanim za nekretnine. Sektori gospodarstva koji nisu vezani za naftu, prošireni su s obrade većinom prehrambenih proizvoda na proizvodnju i obradu raznih metala i petrokemijskih proizvoda.
Zbog posebnih klimatskih uvjeta i niske kvalitete obradivog tla, poljoprivreda je vrlo ograničena, te je Libija prisiljena uvoziti 75% hrane. Pitka voda je također veliki problem u zemlji, jer 28% stanovništva 2000 godine nije imalo pristup pitkoj vodi. Projekt Goleme umjetne rijeke kojom se dobavlja u sušna područja podzemna pitka voda nađena u potrazi za naftom bi znatno trebao poboljšati poljoprivrednu proizvodnju ove zemlje.
Iako zbog visokih prihoda od nafte država nije znatno podupirala razvoj turizma kao što je to slučaj u susjednim državama Tunisu i Egiptu, ova gospodarska aktivnost doživljava procvat, te se zahtjevi za hotelski smještaj i kapacitete u zračnim lukama neprestano povećavaju. Kako bi se zadovoljili ovi zahtjevi, libijska vlada je odobrila višemilijunsku renovaciju libijskih zračnih luka. Trenutno godišnje ovu zemlju posjeti oko 130.000 gostiju, iako se u budućnosti taj broj planira dignuti na 10 milijuna.

### Promet
Cestovni promet je najrazvijeniji oblik prometa u Libiji. Otprilike svaki četvrti građanin ove zemlje ima automobil, što je najbolji takav omjer u cijeloj Africi. Najbolja i najkvalitetnija cestovna povezanost je između Tripolija i grada Tunisa uzduž obale, te između Bengazija i Tobruk, spajajući Libiju s Aleksandrijom u Egiptu. Između ovih odredišta postoji efikasna povezanost autobusima, s dva glavna prijevozna poduzeća. Jedna služba pruža usluge na dužim međunarodnim rutama, dok je druga zadužena za kraće rute između gradova. Autobusni prijevoz iznimno je jeftin i udoban, pogotovo za međunarodne linije.
U Libiji željeznica ne funkcionira od 1965. godine, te su bivše uskotračne pruge razmontirane. U fazi planiranja i izgradnje je željeznička pruga koja bi išla od tuniške granice do Tripolija, pa onda do Misrataha, Sirta i Bengazija. Drugi željeznički pravac povezivat će Misratah sa Sabhom. U fazi planiranja je ambiciozni projekt transharaske željeznice kojom bi se Libija povezala s Nigerom i Nigerijom.
Najveća zračna luka u zemlji je Međunarodna zračna luka Tripoli, koja se nalazi nedaleko od glavnog grada. to je glavna luka za nacionalnog zračnog prijevoznika Libyan Airlines, te za druge libijske prijevoznike Afriqiyah Airways i Buraq Air.

## Stanovništvo
Libija je država s vrlo malim brojem stanovnika u odnosu na površinu ove zemlje. Gustoća naseljenosti snažno varira od područja zemlje, tako da je u sjevernim regijama Tripolitaniji i Cirenaiki gustoća stanovništva oko 50 osoba/km², dok u ostalim dijelovima zemlje taj broj pada čak ispod jedne osobe/km². Oko 90% stanovništva živi na manje od 10% površine zemlje, većinom uz obalu Sredozemlja. Najveći dio, oko 88%, živi u gradovima od kojih su najveći Tripoli i Bengazi. Stanovništvo Libije je iznimno mlado, te oko polovice stanovništva ima ispod 15 godina starosti.
Najznačajnije etničke skupine Libije su Arapi iz pustinjskih beduinskih plemena, Berberi, arabizirani Berberi i Tuarezi. U južnoj Libiji žive i male zajednice nomadskih naroda Hausa i Tubu. Od stranaca koji žive u ovoj zemlji najviše ima građana iz drugih afričkih zemalja, ukljućujući sjeverne Afrikance (većinom Egipćane), te podsaharske Afrikance. U Libiji živi mala talijanska zajednica, koja je u prošlosti bila puno veća i utjecajnija. Većina Talijana otišlo je nakon stjecanja nezavisnosti 1947, a značajan broj kasnije nakon dolaska pukovnika Gadafija na vlast 1970. godine. Broj ilegalnih doseljenika je vrlo velik, te premašuje milijun stanovnika.

### Jezici
Većina Libijaca (preko 80%) kao materinski jezik govori arapski. Standardni arapski je i jedini službeni jezik zemlje, dok je govorna inačica ovog jezika libijski arapski koji se opet dijeli na nekoliko dijalekata. Berberske jezike govori oko 20% stanovništva koje većinom živi u južnim krajevima zemlje. Govornici ovih jezika žive većinom u području gorja Nafusa u Tripolitaniji, gradu Zuvarahu uz tunišku granicu, te u oazama Gadames, Gat i Avdžila.
Manje zajednice Tuarega govore jezikom tamahak, koji je jedini poznati sjeverni tamašek jezik. U selu Katrunu i gradu Kofri postoje manje zajednice govornika tubu jezika. Od stranih jezika Libijci se najviše služe engleskim i talijanskim, premda potonji govore većinom pripadnici starijih generacija.

### Religija
Najdominantnija religija u Libiji je islam s 97% stanovništva koji su pripadnici te vjere. Većina libijskih muslimana su suniti, ali postoji i značajna zajednica ibadita koji većinom žive u gorju Nefusa i Zuvarahu.
U prvom dijelu 20. stoljeća islamski religijsko-politički pokret Senusi  bio je dominantan vjerski pokret koji je promicao ponovno oživljavanje islama koji je prilagođen pustinjskom životu. Iako je postojao u Tripolitaniji i u Fezanu, ovaj pokret je najutjecajniji bio u Cirenaiki. Pokret Senusi je dao vjersku osnovicu i osjećaj jedinstva narodu tog kraja kojim je tada vladao nemir i anarhija.
Islamski pokret tada bio je vrlo konzervativan i u mnogočemu drugačiji od današnjeg islama u Libiji. Ovaj pokret uništen je talijanskom invazijom, te kasnije Gadafijevom vlasti. Sam islam ima snažan utjecaj na vlast u Libiji, te Gadafi često ističe da je predani musliman i da njegova vlada podupire islamske institucije u svijetu. U nekim dijelovima zemlje prakticira se i libijski oblik sufizma.
Razne kršćanske zajednice u Libiji koje postoje kraj muslimanske većine čine uglavnom stranci. Koptski pravoslavci koji su izvorno iz Egipta, čine najveću kršćansku zajednicu u Libiji, te s oko 60.000 pripadnika u Libiji čine 1% od ukupnog stanovništva. U zemlji postoji oko 40.000 vjernika Rimokatoličke Crkve koje pokrivaju dvije biskupije, od kojih je jedna u Tripoliju (većinom za talijansku zajednicu), te druga u Bengaziju (većinom za maltešku zajednicu). U zemlji postoji i manja anglikanska zajednica koju sačinjavaju imigranti iz drugih afričkih zemalja.
Libija je bila dom jedne od najstarijih židovskih zajednica na svjetu, koja je datirala još prije 300. godine pr. n. e. Rimski povjesničar zabilježio je da je u 1. stoljeću oko pola milijuna Židova živjelo u Libiji. Za vrijeme fašističke talijanske vlasti 1942., libijski su muslimani južno od Tripolija podigli koncentracijske logore za Židove. Mnogi pripadnici židovske zajednice umrli su u ovim teškim uvjetima, dok je ostatku koji nije bio zarobljen bilo snažno ograničeno poslovno djelovanje. Nakon oslobođenja Libije od talijanski vlasti uslijedili su pogromi Židova u kojima je drastično smanjen broj Židova. Godine 1948. u zemlji je ostalo još samo oko 38.000 Židova, od kojih je većina emigrirala nakon stjecanja neovisnosti.

## Obrazovanje
Obrazovanje u Libiji besplatno je za sve građane, te obvezno sve do srednje škole. U zemlji postoji oko 1,7 milijuna učenika i studenata.  Stopa pismenosti među najvišima je u Africi; oko 82% stanovništva može čitati i pisati.
Ubrzo nakon stjecanja neovisnosti 1951., u Bengaziju je osnovano Sveučilište u Libiji koje je bilo prvo sveučilište u toj zemlji. U akademskoj godini 1975./1976. ovdje je studiralo 13.418 studenata, da bi se taj broj 2004. popeo na preko 200.000 s još 70.000 studenata u ostalim akademskim područjima. Velikom rastu polaznika visokoškolskih ustanova pogodovao je i rast broj takvih institucija.
Od 1975. broj sveučilišta narastao je s dva na devet, a ubrzo su uvedene i dodatne obrazovne institucije kojih danas ima 84. Visoko školstvo također se financira iz državnog proračuna. Za obrazovanje se iz libijskog državnog proračuna daje visokih 38,2% (stanje 1998. godine).
Glavna sveučilišta u Libiji su:
- Sveučilište Al Fateh (Tripoli)
- Sveučilište Garjunis (Bengazi)

## Kultura
Libija je kulturno slična susjednim državama Magreba. U Libiji je posebno snažno izražen arapski identitet zemlje, te državna vlast svojom politikom promiče jačanje arapskog identiteta. Libijski Arapi vuku svoje podrijetlo i običaje od nomadskih beduinskih plemena, te se kulturno poistovjećuju s određenim beduinskim plemenom.
Folklorna tradicija se još snažno održava, te mnoge glazbene i plesne skupine izvode svoje točke na festivalima u zemlji i inozemstvu. Ostala umjetnost prilično je ograničena, te kao što je slučaj i u mnogim drugim arapskim zemljama, u Libiji postoji vrlo mali broj kazališta i umjetničkih galerija. Dugi niz godina javna kazališta uopće nisu ni postojala, a maleni broj kina prikazivala su strane filmove.
Libijska televizija uglavnom prikazuje glazbene i plesne programe s tradicionalnom libijskom glazbom. Tuareška glazba i ples popularni su u Gadamesu i južnim dijelovima zemlje. Svi mediji su pod strogom kontrolom vlasti, te Odbor za zaštitu novinara smješta Libiju na prvo mjesto u arapskom svijetu po državnoj kontroli medija. Libijska televizija programe prikazuje na arapskom, uz 30 minutne vijesti svake večeri na engleskom i francuskom.
U glavnom gradu države, Tripoliju, nalaze se važne kulturne institucije kao što su Državna knjižnica, Etnografski muzej, Arheološki muzej, Epigrafski muzej i Islamski muzej. Muzej Džamahirije izgrađen je u suradnji s UNESCO-m, te je najpoznatiji libijski muzej, koji sadrži bogatu kolekciju klasične umjetnosti.

### Glazba
U zemlji su popularni razni oblici arapske glazbe, kao što je klasična arapska glazba i andaluška glazba (maluf). Tuarezi koji žive u saharskom dijelu zemlje imaju svoju vlastitu folklornu glazbu u kojoj glazbenici većinom koriste žičani instrument imzad, te bubnjeve.
Pop glazba praktički ne postoji. Beduinski nomadski pjesnici raširili su mnoge arapske pjesme po zemlji. Neki od najčešće korištenih instrumenata su zokra (gajde), flauta od bambusa, lutnja i bubnjevi. Vjerojatno najpoznatiji libijski glazbenici su Ahmed Fakrun i Mohamed Hasan.

### Književnost
Za razliku od ostalih arapskih zemalja, arapski preporod krajem 19. stoljeća nije zahvatio značajno i Libiju. Književnost na području današnje Libije većinom se oslanjala na usmenu predaju. Književni pokret vjerojatno započinje negdje početkom 20. stoljeća i ispočetka je iznimno ispolitiziran. Prvu libijsku zbirku pjesama objavio je novinar i pisac Sulejman al Biruni koji je bio važna osoba u libijskom pokretu za nezavisnost od Italije.
Libijska književnost počinje cvjetati u 1960-ima, koje karakterizira nacionalistička i socijalistička orijentiranost pisaca. Nakon dolaska Gadafija na vlast, osniva se Savez libijskih pisaca. Tada se događa zaokret u temama književnih dijela, koja počinju zagovarati poteze vlasti. Iako su zakoni o cenzuri olabavljeni početkom 1990-ih, književna djela su i dalje značajno cenzurirana ili samocenzurirana.
Vrlo mali broj djela libijskih književnika prevedena su na druge jezike, te su zato libijski autori slabo poznati izvan zemalja arapskog govornog područja. Vjerojatno najpoznatiji libijski pisac je Ibrahim Al-Koni.

### Gastronomija
Libijska kuhinja je vrlo jednostavna i slična saharskoj kuhinji. U manjim mjestima u Libiji restorani ne postoje, te su trgovine živežnim namirnicama jedino mjesto gdje se može dobiti hrana. Uobičajena libijska jela su kuskus, bazin (nezaslađeni kolač), te čorba. U libijskim restoranima poslužuju se međunarodna ili jednostavnija jela, kao što su janjetina, piletina i sl. U Libiji je alkohol zabranjen, a konzumacija zabranjena. Uvoz i prodaja alkoholnih pića također su zabranjeni.
Priprema i konzumacija hrane vrlo su važne aktivnosti libijske obitelji. Glavni sastojci tradicionalne libijske hrane su masline (i maslinovo ulje), datulje, žitarice i mlijeko. Običaj korištenja ovih sastojaka vjerojatno seže iz davnih vremena. Maslinovo ulje glavni je sastojak bilo kojeg jela u Libiji, te je bez ovog ulja nemoguće pripraviti bilo koje tradicionalno jelo. Datulje se koriste na razne načine, te se konzumiraju sušene, pržene ili u obliku sirupa. Nakon jela obično se pije crni čaj, koji se priprema na tradicionalan način.

## Vanjske poveznice
- (arap.)Vrhovni Narodni Odbor  Arhivirana inačica izvorne stranice od 1. ožujka 2011. (Wayback Machine)